# Empidonax affinis
Empidonax affinis е вид птица от семейство Tyrannidae.

## Разпространение
Видът е разпространен в Гватемала и Мексико.